# Joseph Girard (historien)
Pour les articles homonymes, voir Joseph Girard et Girard.
Joseph Girard, né à Avignon le 11 février 1881 et mort le 26 mai 1962 dans la même ville, est un historien, bibliothécaire et conservateur de musée français.

## Biographie
Licencié en droit, il est élève de l'École nationale des chartes, où il obtient en 1903 le diplôme d'archiviste paléographe. Il est conservateur de la bibliothèque et du musée Calvet, de 1906 à 1949, date à laquelle il devient conservateur du Palais des papes, puis des antiquités et objets d'art de Vaucluse. Entre 1909 et 1958, il publie onze études et ouvrages sur ses recherches in situ ou dans les archives du Palais des papes.
De tendance anticléricale et républicaine, il épousa à Bouchet, Marie-Thérèse Fabre de Loye, fervente catholique et première bachelière du département de la Drôme. De cette union naquirent deux filles et trois garçons, Henri, René, Marthe, Marie et Antoine.
À Avignon, une avenue porte son nom.

## Distinctions
- Chevalier de la Légion d'honneur (1932).

## Publications
- Le palais des papes d'Avignon, Éd. Bernaud, Avignon, 1904.
- Un musée du moulage au palais des papes, Annuaire de la société des amis du palais des papes, 1912.
- Au palais des papes : le musée des moulages, Annuaire de la société des amis du palais des papes, 1913.
- Le palais des papes. Guide officiel du visiteur, Éd. Commission municipale du palais des papes, 1913.
- Au palais des papes. Le musée des moulages. Les travaux de restauration. Les peintures du palais des papes, Annuaire de la société des amis du palais des papes, 1914.
- Avignon au temps des papes, Annuaire de la société des amis du palais des papes, 1921.
- Avignon après les papes, Annuaire de la société des amis du palais des papes, 1922.
- Avignon. Histoire et Monuments, Éd. Dominique Seguin, Avignon, 1924.
- Catalogue illustré du Musée Calvet, 1924.
- Avignon, histoire sommaire, guide des monuments, 1930.
- Avignon, ses monuments, ses Hôtels, ses trésors d'Art, 1930.
- L'ancienne église du collège des jésuites et le musée lapidaire d'Avignon, Mémoire de l'Académie de Vaucluse, 1933.
- Avignon avant les papes, Annuaire de la société des amis du palais des papes, 1935.
- Les Villeneuve-Martignan et leur Hôtel à Avignon, Mémoire de l'Académie de Vaucluse, 1935.
- L'Hôtel des Laurens à Avignon, Annuaire de la société des amis du palais des papes, 1938.
- Vaucluse, essai d'histoire locale, Éd. Aubanel, Avignon, 1944, en collaboration avec Joseph Sautel, Sylvain Gagnière et Hyacinthe Chobaut.
- Le cloître du palais des papes, Annuaire de la société des amis du palais des papes et des monuments d'Avignon, T. XXX et XXXI, 1951-1952.
- Les aménagements du palais des papes pour le couronnement d'Innocent VI, Mémoire de l'Académie de Vaucluse, T. I, 1953.
- Le vivier du pape, Annuaire de la société des amis du palais des papes et des monuments d'Avignon, T. XXX et XXXI, 1953-1954.
- Histoire du Musée Calvet, 1955 .
- Les Baroncelli à Avignon, 1957.

- Prix Gobert 1959 de l’Académie des inscriptions et belles-lettres.
- Évocation du Vieil Avignon, Les Éditions de Minuit, Paris, 1958 et réédition 2000, (ISBN 270731353X)

Au sujet de ce dernier ouvrage, qui est la somme de toute l'érudition de Joseph Girard, le critique littéraire du journal Le Monde nota dans sa chronique du 11 mai 2006 : « Un descriptif érudit et simple de chaque monument religieux, civil, ou particulier de la ville. Les citations des auteurs qui ont aimé la ville. Irremplaçable dans cette ville foisonnante. Tous les textes des bornes historiques et tous les documents touristiques y puisent ».